# 日吉健
日吉 健（ひよし けん、2002年8月29日 - ）は、ジャパンラグビーリーグワンの東芝ブレイブルーパス東京に所属しているラグビーユニオン選手。

## 来歴
大阪産業大学附属高等学校を経て、京都産業大学に進む。大学2年時から、ロック、フランカー、ナンバーエイトとして公式戦に出場。
2025年2月7日、ジャパンラグビーリーグワンの東芝ブレイブルーパス東京に、アーリーエントリーでの加入を発表した。ポジションはフッカーとしての入団となった。